# 역발
역발(酈勃, ? ~ ?)은 전한 중기의 제후로, 고제의 모사 역이기의 손자이다.

## 행적
아버지 역개의 뒤를 이어 고량후(高梁侯)에 봉해졌고, 사후 아들 역평이 작위를 이었다. 《사기》 권18에서는 사기죄로 자살하고 작위가 끊겼다고 하는데, 《한서》 권16에 따르면 이는 역평의 일이며, 또 《사기》 권97에서 고량후가 3대를 이었다고 하는 기록과도 모순된다.

## 출전
- 사마천, 《사기》 권18 고조공신후자연표·권97 역생육고열전
- 반고, 《한서》 권16 고혜고후문공신표

| 전임 아버지 고량공후 역개 | 전한의 고량후 기원전 132년 ~ ? | 후임 아들 역평 |